# Andaz (film)
Andaz eller Andaaz är en indisk Bollywoodproducerad romantisk dramafilm från 1971 med Shammi Kapoor, Rajesh Khanna och Hema Malini i huvudrollerna och i regi av Ramesh Sippy. Filmen blev en stor succé och blev viktig i filmstjärnan Malinis karriär.